# 張鵬 (嘉靖丙戌進士)
張鵬（1502年—1545年），字鳴南，別號漳源，山西汾州（今山西省汾陽市）人，明朝政治人物、同進士出身。有子張九功。

## 生平
嘉靖元年（1522年）壬午科山西鄉試舉人，五年（1526年）丙戌科三甲第二十七名進士。授河南府推官，在任二年，父親去世丁憂歸鄉。起補浙江衢州府推官，曾代理知府八個月。十一年（1532年）十一月選授江西道監察御史，十二年（1533年）巡按甘肅，十四年（1535年）巡按山東，於濟南設立湖南書院。十九年（1540年）四月，升大理寺右寺丞，履任一年而病作，即上疏乞歸。二十四年（1545年）八月卒，享年四十四歲。著有《東巡錄》。

## 家族
曾祖張溥，陝西會寧縣縣丞；祖父張顒，國子生；父張好古，贈江西道監察御史。母桂氏，贈孺人。